# Werchiwcewe
Werchiwcewe (ukr. Верхівцеве) – miasto na Ukrainie, w obwodzie dniepropetrowskim.